# 207 Hedda
Edda o 207 Hedda è un asteroide della fascia principale del diametro medio di circa 58,7 km. Scoperto nel 1879, presenta un'orbita caratterizzata da un semiasse maggiore pari a 2,2838649 UA e da un'eccentricità di 0,0286153, inclinata di 3,80288° rispetto all'eclittica.
Il suo nome è stato dedicato alla moglie dell'astronomo tedesco Friedrich August Theodor Winnecke, Hedwig.